# Даклізумаб
Даклізумаб (англ. Daclizumab, лат. Daclizumabum) — синтетичний препарат, який є гуманізованим рекомбінантним моноклональним антитілом (від миші) до рецепторів інтерлейкіну-2. Даклізумаб натепер застосовується переважно підшкірно, проте згідно попередніх показань до застосування препарату він застосовувався внутрішньовенно. Даклізумаб розроблений у лабораторії компанії «PDL BioPharma», пізніше препарат досліджувався Томасом Вальдманом із Американського національного інституту раку для можливості використання при деяких формах Т-клітинного лімфолейкозу, проте марно. Пізніше даклізумаб досліджувався компанією «Roche» для можливості використання препарату при трансплантації нирки, та був схвалений FDA для використання в трансплантології разом із циклоспорином та глюкокортикоїдними гормонами, та став першим моноклональним антитілом, які розпочали використовуватись у трансплантології. У 1999 році даклізумаб допущений для використання в Європейському Союзі. Проте у подальших дослідженнях препарату при його застосуванні спостерігалась велика кількість побічних ефектів, найчастіше з боку дихальної системи (у тому числі бронхіальна астма), що призвело до вилучення даклізумабу із фармацевтичного обігу. Проте подальші дослідження даклізумабу виявили його ефективність у лікуванні розсіяного склерозу, і він був повторно допущений на фармацевтичний ринок США та ЄС вже як препарат для лікування розсіяного склерозу.

## Фармакологічні властивості
Даклізумаб — синтетичний лікарський препарат, який є гуманізованим (від миші) рекомбінантним моноклональним антитілом до інтерлейкіну-2. Механізм дії препарату полягає у зв'язуванні даклізумабу із рецепторами інтерлейкіну на поверхні активованих T-лімфоцитів, що призводить до гальмування імунної відповіді на появу антигенів, у тому числі аутоантигенів, які виникають після пошкодження нервових клітин імунними комплексами при розсіяному склерозі. Початково даклізумаб застосовувався як імуносупресант після трансплантації нирки сумісно з іншими імуносупресантами, та мав хорошу ефективність при застосуванні. Проте у зв'язку із частими побічними ефектами, найчастіше з боку дихальної системи (у тому числі бронхіальної астми), даклізумаб перестав застосовуватися у трансплантології. Пізніше була встановлена ефективність препарату при розсіяному склерозі, і при його застосуванні спостерігається зменшення утворення нових вогнищ захворювання, а також зменшення частоти рецидивів захворювання. Досліджується також можливість застосування даклізумаба при одному із видів увеїту.

### Фармакокінетика
Даклізумаб повільно розподіляється в організмі як після внутрішньовенного, так і після підшкірного застосування, біодоступність препарату становить 90 % при підшкірному введенні. Даклізумаб метаболізується протеазами ретикулоендотеліальної системи, дані про шляхи виведення препарату з організму відсутні. Період напіввиведення препарату з організму становить у середньому 480 годин (20 діб). Кліренс даклізумабу може змінюватися у зв'язку із масою тіла пацієнтів, їх віком, статтю, расовою належністю, а також наявністю в них протеїнурії.

## Показання до застосування
Даклізумаб застосовується при розсіяному склерозі із активними формами захворювання.

## Побічна дія
При застосуванні даклізумабу побічні ефекти спостерігаються відносно часто, хоча й відносно рідше, ніж при застосуванні інших препаратів для лікування розсіяного склерозу. Найчастішими побічними ефектами даклізумабу є:
- Алергічні реакції та з боку шкірних покривів — часто висипання на шкірі, свербіж шкіри, акне, гірсутизм, гарячка, гіпергідроз, алергічні та анафілактоїдні реакції.
- З боку травної системи — часто нудота, блювання, біль у животі, метеоризм, діарея або запор, гастрит, порушення функції печінки, геморой.
- З боку нервової системи — часто головний біль, запаморочення, загальна слабість, тремор, нервозність, безсоння, депресія, порушення зору.
- З боку серцево-судинної системи — артеріальна гіпертензія або гіпотензія, тахікардія, тромбози.
- З боку дихальної системи — часто кашель, задишка, набряк легень, загострення бронхіальної астми, диспное, ателектаз легені.
- З боку сечостатевої системи — гематурія, дизурія, ниркова недостатність, некроз канальців нирок, гідронефроз, лімфоцеле, периферичні набряки.

## Протипокази
Даклізумаб протипоказаний при застосуванні при підвищеній чутливості до препарату, важких ураженнях печінки (в тому числі при аутоімунному гепатиті). З обережністю препарат рекомендовано застосувати при вагітності та годуванні грудьми.

## Форми випуску
Даклізумаб випускається у вигляді шприца-ручки по 1 мл із вмістом діючої речовини 150 мг.